# تن به تن
تن به تن (انگلیسی: Man to Man؛ کره‌ای: 맨투맨) یک مجموعهٔ تلویزیونی کره جنوبی ۲۰۱۷ با بازی پارک هه جین، پارک سونگ وونگ، کیم مین جونگ، چه جونگ آن و یون جونگ هون است.

## خلاصه داستان
یک سلبریتی قدیمی به نام یو وون گوانگ (پارک سونگ وونگ) ناگهان به یک بادیگارد نیاز دارد و کیم سول وو (پارک هه جین) را استخدام می‌کند، مردی خوش‌چهره و مرموز که در تحقیقات ویژه آموزش دیده و دارای استعدادهای زیادی است. در حقیقت، سول وو یک مأمور مخفی ان‌آی‌اس است که برنامهٔ خاص خود را دارد و نقش محافظ فقط پوششی برای رسیدن به اهدافش است. این درام دربارهٔ وقایع پر پیچ و خمی که با آن روبرو می‌شوند و برومنس بین ستاره و محافظ است.

## بازیگران

### اصلی
- پارک هه جین در نقش کیم سول وو[۴]
- پارک سونگ وونگ در نقش یو وون گوانگ
- کیم مین جونگ در نقش چا دو ها[۵]
- چه جونگ آن در نقش سونگ می اون
- یون جونگ هون در نقش مو سونگ جه[۶]

### بازیگران مکمل

#### اطرافیانچا دو ها
- کیم بیونگ سه در نقش چا میونگ سوک (پدر دو ها. زمانی را در زندان گذرانده و گذشته اش در نقابی پوشانده‌است)
- کیم بو می در نقش پارک سونگ یی[۷])دوست و هم‌خانهٔ دو ها)

#### اطرافیان مو سونگ جه
- کیم هیون جین در نقش منشی جانگ
- جون کونک هوان در نقش جی چانگ ووک

#### اطرافیان سونگ می اون
- لی مین هو در نقش مو جه یونگ (پسر او و سونگ جه)

#### ان‌آی‌اس
- جانگ هیون سونگ در نقش جانگ ته هو (مأمور اطلاعات ملی و معاون مدیر. رئیس سول وو و دونگ هیون)
- کانگ شین ایل در نقش ایم سوک هون (مدیر ان‌آی‌اس)
- جونگ مان شیک در نقش لی دونگ هیون (در حال حاضر یک دادستان عمومی است اما هنوز فعالیت‌های پنهانی برای ان‌آی‌اس انجام می‌دهد. ارتباط اصلی سول وو)
- کیم جونگ-گو در نقش رابرت یون

#### چوینگ انترتینمنت
- لی شی اون در نقش جی سه هون[۷] (مدیر عامل شرکت چِوینگ انترتینمنت که وون گوانگ عضو آن است)
- اوه هی جون در نقش یانگ سانگ شیک (مدیر برنامهٔ اصلی وون گوانگ)[۷]
- هان جی سون در نقش چوی سول آه (استایلیست)
- لی آه جین در نقش سونگ جونگ هه (آرایشگر)

#### بک کورپوریشن
- چون هو جین در نقش نماینده بِک (یک سیاستمدار قدرتمند که با سونگ جه و خانواده اش همکاری می‌کند)
- ته این هو در نقش سو کی چول (مأمور مخفی و لیدر تیم آلفا. کسی که با سول‌وو سر و کار دارد)
- مون جه وون در نقش یونگ جه مین (لیدر تیم)
- جو سونگ یون در نقش چوی جه هیوک

### سایر بازیگران
- اوه نا را در نقش شارون کیم[۷] (دوست می اون و صاحب یک فروشگاه مارک لوکس که وون-گوانگ چهرهٔ آن است)
- شین جو آه در نقش پی اون سو
- کیم مین یونگ در نقش طرفدار وون گوانگ
- جیسون اسکات نیلسون در نقش کیم سوب وو (صدا)
- لی جون هیوک در نقش کارگردان لی هیوک جون
- ?? در نقش کارگردان یو کیونگ سو

### بازیگران مهمان
- دیوید لی مک‌اینس در نقش Petrov (افسر روسی)
- جون گوک هوان در تقش رئیس مو بیونگ دو، پدر بزرگ سونگ جه (تصویری)
- چوی ایل گو
- جین سون کیو
- ایم جی کیو
- بک گا
- سونگ جونگ کی در نقش کارمند بانک[۸]
- نام گونگ مین
- جونگ دونگ گیو در نقش دادستان کل
- سون جونگ هاک در نقش پارک جون وون (مدیر امور مالی گروه سونگ‌سان)
- Rátóti Zoltán در نقش رئیس مافیا
- چا بو سونگ در نقش کارمند فروشگاه

## تولید
- تن به تن اولین مجموعهٔ تلویزیونی کره جنوبی بود که به طور همزمان در تلویزیون و نتفلیکس پخش شد.[۹]
- این پروژه توسط پی‌دی لی چانگ مین کارگردانی می‌شود، که از کارهای گذشتهٔ وی می‌توان به تولد یک فرشته و به یادآور اشاره کرد که آخرین درام پارک سونگ وونگ بود.[۱۰] دو تن از بازیگران درام دوم، در این مجموعه حضور پیدا کردند: لی شی اون و نام گونگ مین (به عنوان مهمان).
- نویسنده کیم وون سوک، دومین نویسندهٔ درام موفق شبکهٔ کی‌بی‌اس، نسل خورشید بود.[۱۱] قسمت اول تقلیدی از یکی از صحنه‌های معروف این درام بود. دو تن از بازیگرهای آن در این مجموعه به عنوان مهمان حضور داشتند: دیوید لی مک‌اینس و سونگ جونگ کی.
- صحنه‌های اکشن این درام توسط پارک جونگ ریول، مدیر ارشد بدلکاری مردی از هیچ‌کجا تهیه شده‌است.
- اولین جلسهٔ فیلمنامه خوانی در ۳ اکتبر ۲۰۱۶ انجام شد.[۱۲] فیلمبرداری در سئول، کره جنوبی و بوداپست، مجارستان[۱۱] از ۱۷ اکتبر ۲۰۱۶ آغاز شد و ۶ مارس ۲۰۱۷ به پایان رسید.[۱۳]

## ریتینگ
در جدول زیر،  اعداد آبی کمترین رتبه را دارند و  اعداد قرمز بیشترین رتبه را نشان می‌دهند.
| قسمت    | تاریخ پخش اصلی | میانگین سهم مخاطب | میانگین سهم مخاطب | میانگین سهم مخاطب |
| قسمت    | تاریخ پخش اصلی | AGB Nielsen       | AGB Nielsen       | TNmS              |
| قسمت    | تاریخ پخش اصلی | سراسر کشور        | سئول              | سراسر کشور        |
| ------- | -------------- | ----------------- | ----------------- | ----------------- |
| ۱       | ۲۱ آوریل ۲۰۱۷  | ۴٫۰۵۵٪            | ۴٫۸۰۸٪            | ۳٫۶٪              |
| ۲       | ۲۲ آوریل ۲۰۱۷  | ۴٫۰۷۴٪            | ۴٫۵۳۵٪            | ۴٫۱٪              |
| ۳       | ۲۸ آوریل ۲۰۱۷  | ۲٫۵۲۷٪            | ۲٫۸۶۶٪            | ۲٫۴٪              |
| ۴       | ۲۹ آوریل ۲۰۱۷  | ۳٫۴۶۲٪            | ۳٫۸۳۵٪            | ۳٫۰٪              |
| ۵       | ۵ مه ۲۰۱۷      | ۳٫۲۲۹٪            | ۳٫۶۸۲٪            | ۲٫۴٪              |
| ۶       | ۶ مه ۲۰۱۷      | ۲٫۴۵۲٪            | ۲٫۳۷۹٪            | ۲٫۸٪              |
| ۷       | ۱۲ مه ۲۰۱۷     | ۳٫۲۸۹٪            | ۳٫۵۶۹٪            | ۳٫۷٪              |
| ۸       | ۱۳ مه ۲۰۱۷     | ۴٫۰۲۸٪            | ۴٫۶۱۲٪            | ۳٫۷٪              |
| ۹       | ۱۹ مه ۲۰۱۷     | ۲٫۹۸۸٪            | ۳٫۲۷۷٪            | ۲٫۵٪              |
| ۱۰      | ۲۰ مه ۲۰۱۷     | ۲٫۳۵۶٪            | ۲٫۲۴۰٪            | ۳٫۰٪              |
| ۱۱      | ۲۶ مه ۲۰۱۷     | ۲٫۸۲۸٪            | ۳٫۲۸۴٪            | ۲٫۹٪              |
| ۱۲      | ۲۷ مه ۲۰۱۷     | ۳٫۲۹۰٪            | ۳٫۷۲۲٪            | ۳٫۰٪              |
| ۱۳      | ۲ ژوئن ۲۰۱۷    | ۲٫۴۹۸٪            | ۲٫۹۶۴٪            | ۲٫۵٪              |
| ۱۴      | ۳ ژوئن ۲۰۱۷    | ۳٫۰۹۲٪            | ۳٫۵۱۱٪            | ۳٫۴٪              |
| ۱۵      | ۹ ژوئن ۲۰۱۷    | ۲٫۶۰۱٪            | ۲٫۸۰۹٪            | ۲٫۸٪              |
| ۱۶      | ۱۰ ژوئن ۲۰۱۷   | ۴٫۰۲۲٪            | ۴٫۴۳۶٪            | ۳٫۹٪              |
| میانگین | میانگین        | ۳٫۱۷۴٪            | ۳٫۵۳۳٪            | ۳٫۱٪              |

- این درام از یک کانال کابلی/پولی تلویزیون پخش می‌شود که در مقایسه با تلویزیون آزاد/پخش کننده‌های عمومی (اس‌بی‌اس، کی‌بی‌اس، ام‌بی‌سی و ئی‌بی‌اس) به‌طور معمول مخاطبان نسبتاً کمتری دارد.